# Ra'Shede Hageman
Ra'Shede Hageman (Minneapolis, 8 agosto 1990) è un giocatore di football americano statunitense che gioca nel ruolo di defensive tackle per gli Atlanta Falcons della National Football League (NFL). Scelto nel corso del secondo giro (37º assoluto) del Draft NFL 2014, in precedenza aveva giocato a football per i Golden Gophers dell'Università del Minnesota.

## Primi anni
Come per il ben più famoso offensive tackle Michael Oher, anche per Ra'Shede Hageman l'infanzia fu segnata da una situazione familiare molto difficile di quelle che spesso si incontrano nelle periferie delle grandi metropoli americane, destinata a cambiare solo dopo l'adozione da parte dei coniugi Hageman. Nato Ra'Shede Knox, Hageman e suo fratello più piccolo Xavier trascorsero i primi anni con la loro madre biologica Mae Knox (il padre morì prima che i due potessero conoscerlo) prima che i problemi di tossicodipendenza ed alcolismo di quest'ultima costrinsero i servizi sociali a toglierle la potestà sui due bambini che subito vennero iscritti al programma di affidamento statale.
Da quel momento Ra'Shede e Xavier vissero in decine di case-famiglia sino all'età rispettivamente di 7 e 6 anni, prima che Eric Hageman e sua moglie Jill Coyle decisero di adottarli prima di avere dei loro figli naturali. Gli Hageman si preoccuparono di assicurare a Ra'Shede tutto ciò che gli era mancato nei suoi primi duri anni ed Eric, notando la sua mole e la sua abilità atletica, gli insegnò ben presto a giocare a football americano, ma anche a basket, baseball e persino golf.

## Carriera universitaria
Dopo aver giocato a football per la Washburn High School, ai tempi della quale schierato come tight end segnò 12 touchdown nella sua stagione da junior ed 11 in quella da senior, ricevendo tre stelle dal celebre sito di scouting Rivals.com che lo classificò anche come 6º miglior prospetto a livello nazionale nel ruolo di tight end, Hageman ricevette numerose borse di studio da atenei come Ohio State, Oklahoma, Florida, Nebraska e Wisconsin, ma decise di giocare per l'Università del Minnesota che gli permetteva di rimanere a Minneapolis vicino alla sua famiglia.
Trascorso il primo anno come redshirt (poteva allenarsi ma non disputare incontri ufficiali), Hageman nel 2010 fu subito spostato da tight end a defensive tackle giocando come riserva in 8 incontri nei quali totalizzò 5 tackle. L'anno seguente prese parte a tutti e 12 gli incontri della stagione regolare mettendo a referto 13 tackle (10 solitari e 3 assistiti) di cui 4 con perdita di yard, 2 sack ed un fumble forzato. Nel 2012 continuò il suo processo di maturazione mettendo a referto in 13 incontri 35 tackle (20 solitari e 15 assistiti) di cui 7,5 con perdita di yard, un fumble forzato, 2 passaggi deviati e 6 sack che rappresentarono il 6º miglior risultato della Big Ten Conference. Al termine della stagione regolare chiusa col record di 6-6, Minnesota fu invitata al Texas Bowl, perso 31-34 contro Texas Tech, nel quale Hageman mise a referto 6 tackle ed un sack.
Nel 2013 Hageman si confermò come uno dei defensive tackle più dominanti del panorama collegiale nazionale, mettendo a segno 38 tackle (26 solitari e 12 assistiti) di cui 13 con perdita di yard, 2 sack, 1 intercetto, 8 passaggi difesi (che rappresentarono il 9º miglior risultato della Big Ten Conference) e 2 calci bloccati. Con un record di 8-4, Minnesota fu nuovamente invitata al Texas Bowl al quale arrivò questa volta favorita di 4½, ma per il secondo anno consecutivo arrivò una sconfitta, questa volta un 21-17 per mano dei Syracuse Orange, con Hageman che mise a referto 4 tackle solitari di cui 2 con perdita di yard. Al termine della stagione regolare, Hageman fu inserito nel Third-team All-American, nel First-team All-Big 10 e fu eletto miglior giocatore e miglior difensore dell'anno dei Golden Gophers.

### Vittorie e premi

#### Individuale
- Third-team All-American: 1

2013
- First-team All-Big Ten: 1

2013
- Bronko Nagurski Award - Minnesota Golden Gophers MVP: 1

2013
- Carl Eller Award - Minnesota Golden Gophers Defensive MVP: 1

2013

## Carriera professionistica

### Atlanta Falcons
Durante il corso del 2013, Hageman fu costantemente inserito tra i migliori prospetti eleggibili nel Draft NFL 2014, venendo pronosticato per una chiamata al primo giro. Fu scelto nel corso del secondo come trentasettesimo assoluto dagli Atlanta Falcons, il giocatore dell'Università del Minnesota scelto più in alto dal 2006, anno in cui Laurence Maroney fu selezionato come 24º assoluto. Il 21 maggio 2014 firmò con i Falcons il suo primo contratto da professionista della durata di 4 anni. Debuttò come professionista nella settimana 1 contro i New Orleans Saints senza fare registrare alcuna statistica. La sua prima stagione si concluse disputando tutte le 16 partite (nessuna come titolare), con 17 tackle e un sack.
Il 5 febbraio 2017, Hageman partì come titolare nel Super Bowl LI in cui i Falcons furono battuti ai tempi supplementari dai New England Patriots dopo avere sprecato un vantaggio di 28-3 a tre minuti dal termine del terzo quarto.

## Palmarès

### Franchigia
- National Football Conference Championship: 1

Atlanta Falcons: 2016

## Statistiche
| Partite totali      | 16  |
| Partite da titolare | 0   |
| Tackle              | 17  |
| Sack                | 1,0 |
| Intercetti          | 0   |

Statistiche aggiornate alla stagione 2014